# Podfu(c)k (seriál)
Podfu(c)k (v anglickém originále Snatch) je americký kriminální televizní seriál založený na stejnojmenném filmu z roku 2000, který měl premiéru 16. března 2017 na službě Crackle. Tvůrcem seriálu je Alex De Rakoff a v hlavních rolích se objevili Luke Pasqualino, Rupert Grint, Lucien Laviscount, Phoebe Dynevor, Juliet Aubrey, Marc Warren, Stephanie Leonidasová, Tamer Hassan a Dougray Scott. Dne 19. dubna 2017 byla objednána druhá řada, která měla premiéru 13. září 2018. V Česku měl seriál premiéru 3. května 2017.

## Synopse
Skupina dvacetiletých podvodníků se dostane k dodávce plné zlatých cihel. Jenže tohle je začátek událostí, které je zavedou mezi nejvyšší špičky organizovaného zločinu.

## Obsazení

### Hlavní role
- Luke Pasqualino jako Albert Hill
- Rupert Grint jako Charlie Cavendish-Scott
- Lucien Laviscount jako Billy ‘Fuckin’ Ayres
- Phoebe Dynevor jako Lotti Mott
- Juliet Aubrey jako Lily Hill
- Marc Warren jako DI Bob Fink (1. řada)
- Stephanie Leonidasová jako Chloe Cohen (1. řada)
- Tamer Hassan jako Hate 'Em
- Dougray Scott jako Vic Hill

### Vedlejší role
- Ed Westwick jako Sonny Castillo
- Ian Gelder jako Norman Gordon
- Claire Cooper jako slečna Teri Dwyer
- Vincent Regan jako vrchní dozorce Jones
- Johann Myers jako Windrush
- David Bamber jako Staff
- Duncan Watkinson jako Peters
- Nick Pearse jako Bert
- Henry Goodman jako Saul Gold
- Brian McCardie jako strýc Dean
- Luke J.I. Smith jako Mushy
- Jack Brady jako Eddie Flowers
- Leon Annor jako Lil' Manny
- Russ Bain jako Lawrence McLeod
- Shaun Mason jako Tall Paul
- Marc Bannerman jako Patsy Richardson
- Ray Fearon jako otec John
- Michael Obiora jako Nas Stone
- Julian Firth jako Lord Cavendish-Scott
- Adam Levy jako Abel Heimel
- Joe Hurst jako Schmeckel Heimel
- Kevin Sutton jako Yuda Heimel
- Steve Bell jako rozhodčí
- Emmett J. Scanlan jako King Royston
- Emma Osman jako Beth Ayres
- Hovik Keuchkerian jako Carlito Blanco
- Ursula Corbero jako Inés Santiago (2. řada)

## Seznam dílů

### První řada (2017)
| Č. v seriálu | Č. v řadě | Původní název        | Český název          | Režie          | Scénář                                                                           | Původní premiéra | Premiéra v ČR     |
| ------------ | --------- | -------------------- | -------------------- | -------------- | -------------------------------------------------------------------------------- | ---------------- | ----------------- |
| 1            | 1         | All That Glitters    | Všechno co se třpytí | Nick Renton    | námět: Alex De Rakoff a David Harris Kline scénář: Alex De Rakoff                | 16. května 2017  | 3. května 2017    |
| 2            | 2         | Badda Bling          | Badda Blingová       | Nick Renton    | námět: Alex De Rakoff a David Harris scénář: David Harris Kline                  | 16. května 2017  | 10. května 2017   |
| 3            | 3         | Going in Heavy       | Práce uvnitř         | Nick Renton    | námět: Alex De Rakoff a David Harris scénář: Alex De Rakoff                      | 16. května 2017  | 17. května 2017   |
| 4            | 4         | Across the Pond      | Napříč rybníkem      | Nick Renton    | námět: Alex De Rakoff a David Harris scénář: Alex De Rakoff a Jason Kaleko       | 16. května 2017  | 24. května 2017   |
| 5            | 5         | The Smelt Down       | Zápach               | Lawrence Gough | námět: Alex De Rakoff a David Harris scénář: Alex De Rakoff                      | 16. května 2017  | 31. května 2017   |
| 6            | 6         | Fly Away You Nutters | Sběrač ořechů        | Lawrence Gough | Alex De Rakoff a David Harris Kline                                              | 16. května 2017  | 7. června 2017    |
| 7            | 7         | Coming Home to Roost | Zpátky do pelechu    | Lawrence Gough | námět: Alex De Rakoff a David Harris scénář: David Harris Kline a Chris Gorak    | 16. května 2017  | 14. června 2017   |
| 8            | 8         | Pear Shaped          | Ve tvaru hrušky      | Lawrence Gough | námět: Alex De Rakoff a David Harris scénář: Jason Kaleko a Beanie Brownjohn     | 16. května 2017  | 21. června 2017   |
| 9            | 9         | Creepers             | Stupačky             | Geoffrey Sax   | námět: Alex De Rakoff a David Harris scénář: David Harris Kline a Simon Spurrier | 16. května 2017  | 28. června 2017   |
| 10           | 10        | A Family Affair      | Rodinná událost      | Geoffrey Sax   | námět: Alex De Rakoff a David Harris scénář: Alex De Rakoff a Beanie Brownjohn   | 16. května 2017  | 12. července 2017 |

### Druhá řada (2018)
| Č. v seriálu | Č. v řadě | Původní název            | Režie          | Scénář                                        | Původní premiéra | Premiéra v ČR  |
| ------------ | --------- | ------------------------ | -------------- | --------------------------------------------- | ---------------- | -------------- |
| 11           | 1         | Ole                      | Tom Dey        | Alex De Rakoff                                | 13. září 2018    | 24. dubna 2020 |
| 12           | 2         | The Catalan and the Mute | Tom Dey        | Alex De Rakoff                                | 13. září 2018    | 27. dubna 2020 |
| 13           | 3         | Larga Vida al Rey        | Tom Dey        | Grant Levy a Dominik Rothbard                 | 13. září 2018    | 28. dubna 2020 |
| 14           | 4         | Haymaker                 | Luis Prieto    | Michael Cobian                                | 13. září 2018    | 29. dubna 2020 |
| 15           | 5         | Good Work for Good Money | Luis Prieto    | Anderson MacKenzie                            | 13. září 2018    | 30. dubna 2020 |
| 16           | 6         | Bomba                    | Kevin Connolly | Alex De Rakoff a Anderson MacKenzie           | 13. září 2018    | 1. května 2020 |
| 17           | 7         | Heavy Wears the Crown    | Kevin Connolly | Alex De Rakoff a Michael Cobian               | 13. září 2018    | 4. května 2020 |
| 18           | 8         | Diamonds Ain't Forever   | Kevin Connolly | Alex De Rakoff, Grant Levy a Dominik Rothbard | 13. září 2018    | 5. května 2020 |
| 19           | 9         | Close Quarters           | Luis Prieto    | Alex De Rakoff, Grant Levy a Dominik Rothbard | 13. září 2018    | 6. května 2020 |
| 20           | 10        | Job Done                 | Luis Prieto    | Alex De Rakoff a Anderson MacKenzie           | 13. září 2018    | 7. května 2020 |

## Produkce

### Vývoj
Dne 20. dubna 2016 bylo oznámeno, že streamovací služba Crackle objednala 10dílný seriál založený na filmu Podfu(c)k z roku 2000 režiséra Guye Ritchieho. Dne 22. srpna 2016 byl ohlášeno, že tvůrcem seriálu je Alex De Rakoff, který je zároveň jeho hlavním scenáristou a výkonným producentem. Producentkou se stala Helen Flint, jež seriál produkuje prostřednictvím společnosti Little Island Productions. Natáčení první řady mělo začít na konci srpna 2016 v Manchesteru v Anglii.
Dne 19. dubna 2017 bylo oznámeno, že služba Crackle objednala druhou řadu, která měla premiéru 13. září 2018.

### Casting
V srpnu 2016 byli do hlavních rolí seriálu obsazeni Rupert Grint, Dougray Scott, Luke Pasqualino a Lucien Laviscount, přičemž Ed Westwick byl obsazen do role vedlejší. Dne 23. září 2016 bylo oznámeno, že si herečka Phoebe Dynevor zahraje hlavní roli. Dne 7. února 2018 bylo ohlášeno, že se ve vedlejší roli druhé řady objeví Úrsula Corberó.

## Vydání
Dne 13. ledna 2017 byl vydán trailer k první řadě seriálu a 22. srpna 2018 byl vydán trailer k řadě druhé.
Dne 9. března 2017 se v kině ArcLight v Culver City konala světová premiéra seriálu. Dne 28. září 2017 byla ve věži British Telecom v Londýně pořádána britská premiéra. Ve Spojeném království byl seriál premiérově vysílán od 31. října 2017 stanicí AMC.